# クィン・マンサ
- 機動戦士ガンダムΖΖ > ネオ・ジオンの機動兵器 > クィン・マンサ

クィン・マンサ (QUIN-MANTHA) は、「ガンダムシリーズ」に登場する架空の兵器。有人操縦式の人型機動兵器「モビルスーツ」 (MS) のひとつ。初出は、1986年に放送されたテレビアニメ『機動戦士ガンダムΖΖ』。
作中の敵側勢力であるネオ・ジオン軍の所属機で、ニュータイプや強化人間などの特別なパイロット用に開発されたニュータイプ専用機。40メートル近い全高を持つ大型機で、『機動戦士Ζガンダム』に登場するサイコガンダムや、『ガンダムΖΖ』にも登場するサイコガンダムMk-IIに匹敵する。大型の肩アーマーをはじめとする各部に強力な武装を多数備えており、その火力で主人公ジュドー・アーシタたち「ガンダム・チーム」を苦しめる。

## デザイン
デザインは明貴美加。準備稿では最終回用に出したいMSとしてオーラバトラーのような有機的なデザインで描かれた。しかし、監督の富野由悠季にサイコガンダム＋キュベレイ÷2と注文され、その発言を元に改めてデザインし直すことになった。ガンダムタイプを思わせる頭部は、その当時にラフデザインが提出されていたガンダムMk-Vから挿げ替えられたものである。
首が無く頭が固定されずに浮いた状態でスライドするリニア構造という設定だったが、富野がその設定を映画『機動戦士ガンダム 逆襲のシャア』で用いようと考えたため、公開用の設定書には首パーツが描き足された。しかし結局、その設定が『逆襲のシャア』で用いられることはなかった（明貴のインタビューより）。

## 設定解説
ネオ・ジオンの象徴として開発された、当時最大にして最強のニュータイプ （NT）専用MS。
本機はサイコミュ兵装の小型化が進みつつあった時代において、性能強化のためにあえて機体サイズの大型化を行った機体である。キュベレイの高性能化をコンセプトとするが、機体設計には接収した地球連邦軍製のサイコガンダムMk-IIをはじめ、その他ネオ・ジオン製MSすべてのノウハウが投入されている。
全身に多数のメガ粒子砲やファンネル、キュベレイの技術を反映した肩部バインダーには巨大なメガ粒子偏向器を搭載し、攻防両面において他機の追随を許さない。スラスターも大出力を確保しており、大型機としては機動性も高い。
コックピットは頭部にあり、サイコガンダムMk-IIと同様に分離し、緊急脱出艇としての機能を備えている。装甲も極めて堅牢であり、フルアーマーΖΖガンダムのミサイルの斉射を受けても致命的な損壊を免れている。
個別の戦闘単位としては最強の性能を持つが、その分だけ搭乗者にも高い能力を要求するため、グレミー派叛乱軍内で本機の性能を引き出せるパイロットは、事実上強化人間であるプルツーのみであった。塗装はライト・グリーンを基調とする。
型式番号の "000" は「トリプル・ゼロ」と読む。本機の「"NZ" と3桁のぞろ目」という型式番号は、その後のネオ・ジオン（残党）軍の大型ニュータイプ専用機であるサイコ・ドーガ (222)、α・アジール (333)、β・アジール (444)、クシャトリヤ (666)、ネオ・ジオング (999) へと受け継がれる。

### 武装
メガ粒子砲
「メガビーム砲」とも呼ばれる。頭部に3連装のものを1基（出力13.6メガワット）、胸部に2基（出力8.3メガワット）、前腕部内側に1基ずつ（出力8.5メガワット）、背部ファンネル・コンテナに2基（出力7.8メガワット）装備。胸部のものは拡散・収束の切り換えが可能。
ファンネル
背部のファンネル・コンテナに量産型キュベレイと同数の30基を搭載。ただしファンネルの射出口は14で、ファンネル・コンテナはメイン・スラスターを兼ねる。キュベレイのものと同型で、出力も同じ1.3メガワット。
ビーム・サーベル
両肩のバインダー内側に装備。機体サイズに合わせて通常のものより大型になっており、出力は1.8メガワット。アニメ版では使用されていないが、小説版ではラビアン・ローズから射出された大型クレーンのアームをなぎ払うのに使用されている。

### 劇中での活躍
『ΖΖ』第44話で初登場。ネオ・ジオン内乱の際、グレミー・トト率いる叛乱軍の機体として、プルツーをパイロットとして戦線に投入される。グワンバンより発進し、ネェル・アーガマの盾となったドック艦ラビアンローズを撃沈する。第45話ではマシュマー・セロのザクIII改と交戦するが、懐に入られ苦戦し、一時アクシズに撤退する（その間にザクIII改はスペース・ウルフ隊との交戦で撃破される）。その後、量産型キュベレイの部隊を引き連れて戦線に復帰するが、第46話ですぐにまた単独行動に移り、キャラ・スーンのゲーマルクと交戦する。しかし、プルツーが不調を訴え再びアクシズに帰還。プルツーを安定させるためにグレミーが同乗し、追ってきたガンダム・チーム（百式を除く）とアクシズ内部で交戦、ΖガンダムおよびガンダムMk-IIを行動不能にするが、ジュドー・アーシタのフルアーマーΖΖガンダムとの戦闘中に、寝返ったプルツーがコックピット・ハッチを開放しΖΖの手に乗って脱出、直後にΖガンダムの狙撃によりグレミーもろとも頭部を破壊される。
村上としやによる漫画版では2機登場し、1機はプルツーが、もう1機はグレミーが搭乗している。プルツー機はキャラ・スーンのゲーマルクと戦っているシーンが最後で、以後の消息は不明。グレミー機はジュドーのΖΖガンダムと戦った末に撃墜されている。
ゲーム『機動戦士ガンダム サイドストーリーズ』のシナリオ『機動戦士ガンダム外伝 ミッシングリンク』では、グレミー派の残党に回収・修復され、アンネローゼ・ローゼンハインが搭乗する。塗装がディープ・レッドを基調に一新されたほか、アンネローゼがパーソナル・マークとして使用する、彼女が一年戦争時に所属していたマルコシアス隊のエンブレムが胸部に描かれている。アンネローゼのNT能力の不足により、ファンネルの最大展開数や機体稼働時間にリミッターがかけられており、プルツー搭乗時よりも戦闘力は低下している。トラヴィス・カークランドのΖII、ヴィンセント・グライスナーのギラ・ドーガ、クロエ・クローチェのトーリスリッターと交戦し、トーリスリッターとともに破壊されるが、パイロットはともに脱出ポッドで生還している。
ゲームブック『機動戦士ガンダム シャアの帰還』では、本機の残骸が登場する。シャア・アズナブルらと連邦軍の大型MSノクチュルヌとの戦闘に割って入るように漂ってきて、ノクチュルヌのファンネルの斉射からシャアを救っている。残骸が消滅する直前、シャアはハマーン・カーンの意志を感じている。
漫画『機動戦士ガンダムReon』では、地球連邦軍特務部隊の機体として登場。パイロットはダン・クルーガー中佐。
ホビージャパンの雑誌企画『機動戦士ガンダム G-STRATEGY』ではハマーンが本機に搭乗して登場。
漫画『機動戦士ガンダムF90 ファステストフォーミュラ』では、宇宙世紀0115年にサイド4コロニー「インゼル」を不法占拠する宙賊「黄金の鷲」の最後の切り札として登場。強化人間のミズマ・ムエルテが搭乗し、ファンネルによるオールレンジ攻撃で特殊部隊「ファステストフォーミュラ」を翻弄するが、ガンダムF90 2号機（NGタイプ）に取りつかれる。しかし、ニュータイプとしてミズマと感応し、記憶を垣間見たF90のパイロットのディル・ライダー准尉は、コックピットのある本機の頭部を斬り落として本体のみを破壊、ミズマを保護する。なお、宙賊が「大昔の決戦兵器」である本機を所有していた理由については、「協力者」の存在がほのめかされている。またハウゼリー・ロナによれば、本機はある重モビルアーマー建造計画のダミーであるとされる。

## クィン・マンサ・セプテット
トレーディングカードアーケードゲーム『ガンダムトライエイジ BUILD MS』に登場。BUILD MS第4弾のトーナメント賞品として開発可能なIF設定の機体で、第7弾でカード化された。デザインはクィン・マンサ同様、明貴美加。
両肩のバインダーが計6基に増えており、それぞれにコックピットとモノアイがあり、1対のクロー・アームとメガ粒子砲1基を装備し、モビルアーマーとして独立して機動する。本体は原型機とほぼ変わりないが、バインダーに装備されていたビーム・サーベルはなく、代わりに前腕部のメガ粒子砲口からビーム刃を形成する。機体色はピンクを基調とする。
BUILD MS IF設定では「グレミー・トトが結成した特殊部隊用のMSで、セプテット・モードではすべてのバインダーに同じ名前をもつ少女たちが搭乗し、本体と合わせて変幻自在の七重奏攻撃「セプテット・パーフェクトブルーム」をおこなう計画であったが、グレミーがエゥーゴの女性パイロットにうつつを抜かしていたことにより完成することなく終わった」とされる。また、クシャトリヤのパイロットはネェル・アーガマで眠っている間に、本機が出撃する場面を夢で見たとされる。